# هادسون دا سیلوا نری
هادسون دا سیلوا نری (به پرتغالی: Hadson da Silva Nery) هافبک اهل برزیل است که در شهر بلم و در تاریخ ۴ اوت ۱۹۸۱ به دنیا آمده‌است.
هادسون دا سیلوا نری در تیم فوتبال Clube Remo سابقهٔ حضور دارد.